# Desmontando un elefante
Desmontando un elefante es una película española-francesa de drama de 2024, dirigida por Aitor Echeverría en su ópera prima, quien coescribió el guion junto a Pep Garrido. Está protagonizada por Emma Suárez y Natalia de Molina. Se estrenó en el Festival de Cine Europeo de Sevilla el 9 de noviembre de 2024, y luego se estrenó en cines españoles el 10 de enero de 2025, con distribución de Filmax.

## Trama
Marga (Emma Suárez), una arquitecta de éxito, regresa a casa tras haber pasado dos meses internada en un centro de rehabilitación por un problema de adicción con el que su familia convivió en silencio durante años. Tras su llegada, Marga intentará rehacer su vida anterior mientras su hija menor, Blanca (Natalia de Molina), verá cómo la atención que vuelca sobre su madre afecta tanto a sus relaciones como a su sueño de ser bailarina profesional.

## Reparto
- Emma Suárez como Marga
- Natalia de Molina como Blanca
- Darío Grandinetti como Félix
- Alba Guilera como María

## Producción
La idea inicial de Desmontando un elefante fue concebida por Aitor Echeverría durante la primera mitad de la década de los 2010. En 2019, el guion final de Desmontando un elefante, el cual Echeverría coescribió con Pep Garrido, obtuvo una mención de honor del XVI Premio de Guion Julio Alejandro,  otorgado por la SGAE, al ser uno de los tres finalistas para dicho premio. 
A finales de mayo de 2023, se anunció que el día 26 de dicho mes había comenzado en Barcelona el rodaje de Desmontando un elefante bajo la dirección de Echeverría, convirtiéndose así en su primer largometraje como director. Emma Suárez y Natalia de Molina fueron confirmadas como sus actrices protagonistas. A principios de julio de 2019, se anunció que el rodaje de la película había concluido después de cinco semanas.
Aunque el presupuesto total de la cinta se desconoce, Desmontando un elefante recibió 354.566 euros procedentes de las ayudas generales del ICAA.

## Lanzamiento y marketing
El 29 de octubre de 2024, se anunció que Desmontando un elefante tendría su estreno mundial en la Sección Oficial del Festival de Cine Europeo de Sevilla el 9 de noviembre de 2024. Coincidiendo con dicho anuncio, Filmax lanzó el tráiler de la película y programó su estreno comercial en cines españoles para el 10 de enero de 2025.